# Museum Festung Dresden

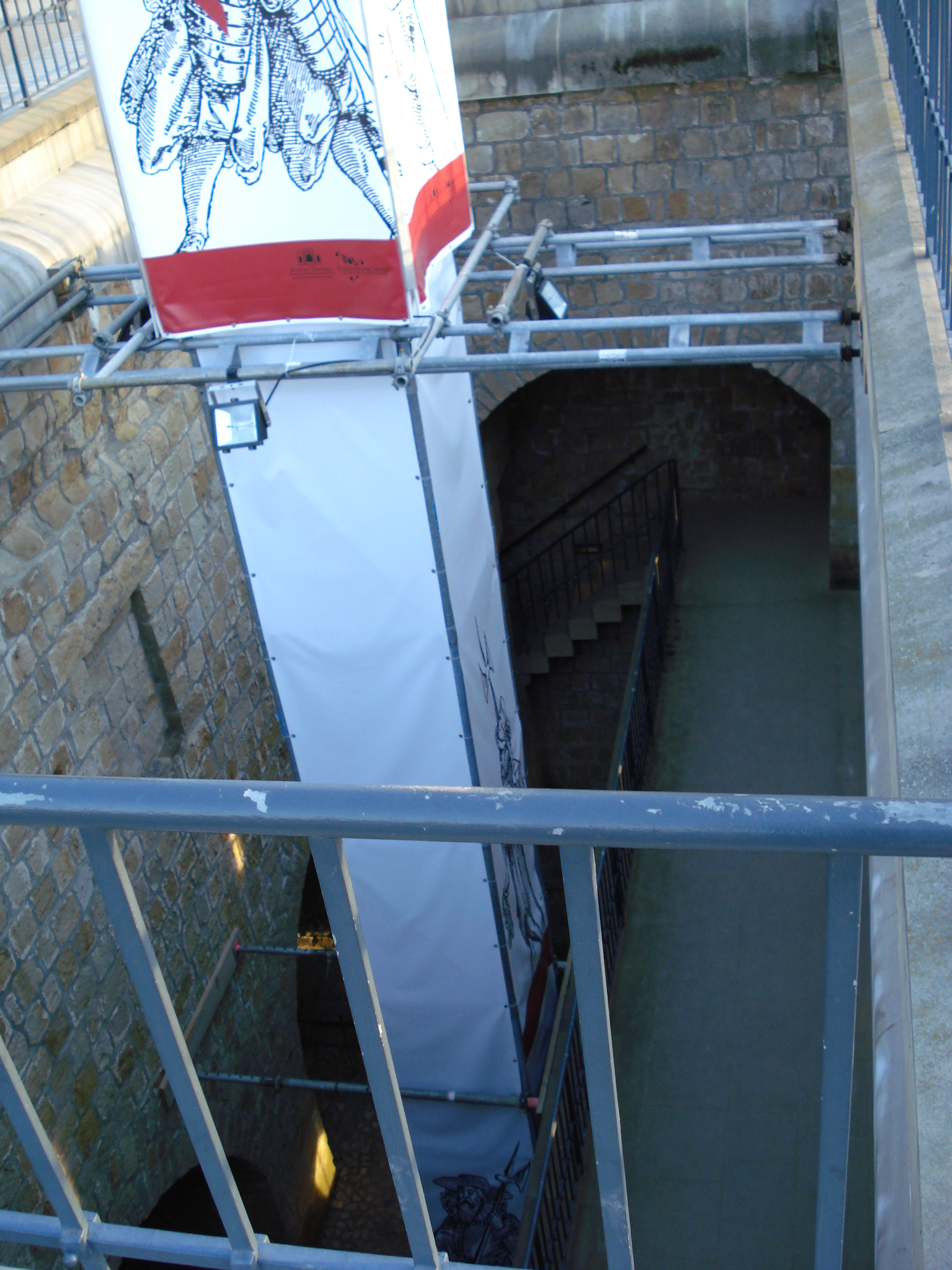
Blick von der Brühlschen Terrasse in die Festungsanlage

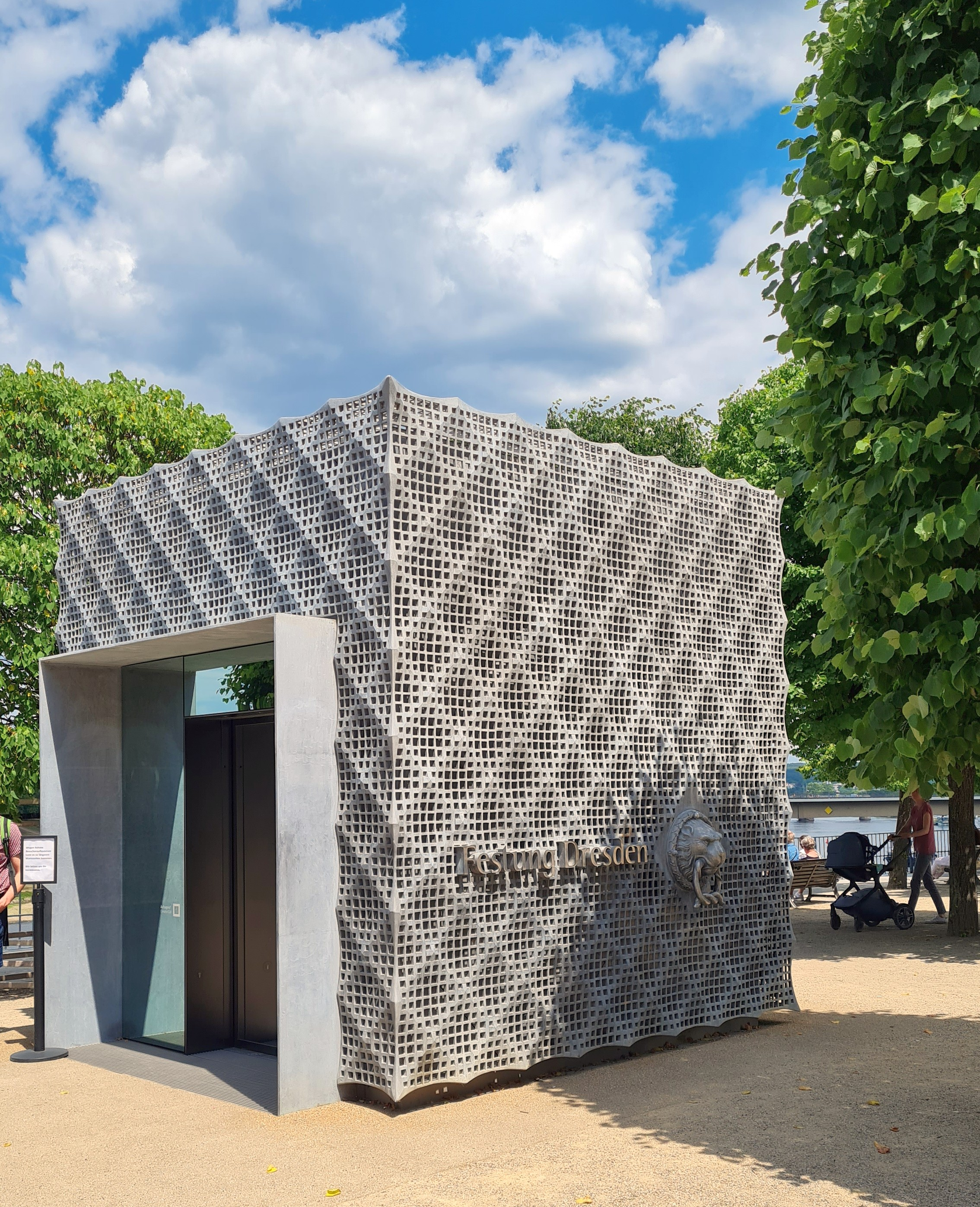
Eingangsbereich nach der Sanierung

Das Museum Festung Dresden, auch bekannt als Dresdner Kasematten, ist ein 1992 eröffnetes Museum im erhaltenen Teil der Dresdner Befestigungsanlagen am elbwärtigen Abschluss der Altstadt von Dresden. 2017 wurde es für eine umfangreiche Umgestaltung geschlossen und öffnete 2019  unter dem Namen Festung Xperience mit der Ausstellung Feste, Dramen und Katastrophen wieder für Besucher.

## Standort
Das Museum befindet sich unter der Brühlschen Terrasse in der Inneren Altstadt Dresdens. Es nimmt einen Teil der begehbaren Fläche im Inneren der nördlichen Stadtmauer ein, die diesen Stadtteil noch immer zur Elbe hin umgibt. Der Eingang zum Museum lag bis 2017 im Bereich der Jungfernbastei am Georg-Treu-Platz, zwischen der Kunstakademie und dem Albertinum. Der aktuelle Zugang befindet sich auf der Brühlschen Terrasse vor der Hochschule für Bildende Künste Dresden. Von dort führt ein Aufzug hinab. Die ebenerdigen Zugänge zum Terrassenufer sind permanent verschlossen. Im Museum, dessen dunkles bunkerartiges Gewölbe einen bemerkenswerten Kontrast zu den barocken Prachtbauten der Umgebung bildet, entsteht der Eindruck eines unterirdischen Kellers, tatsächlich jedoch befinden sich seine beiden Stockwerke oberhalb der Erdoberfläche.
In der direkten Umgebung befinden sich mit der Kunsthalle im Lipsius-Bau, der Galerie Neue Meister und der Skulpturensammlung der Staatlichen Kunstsammlungen Dresden noch weitere Dresdner Museen.

## Museum

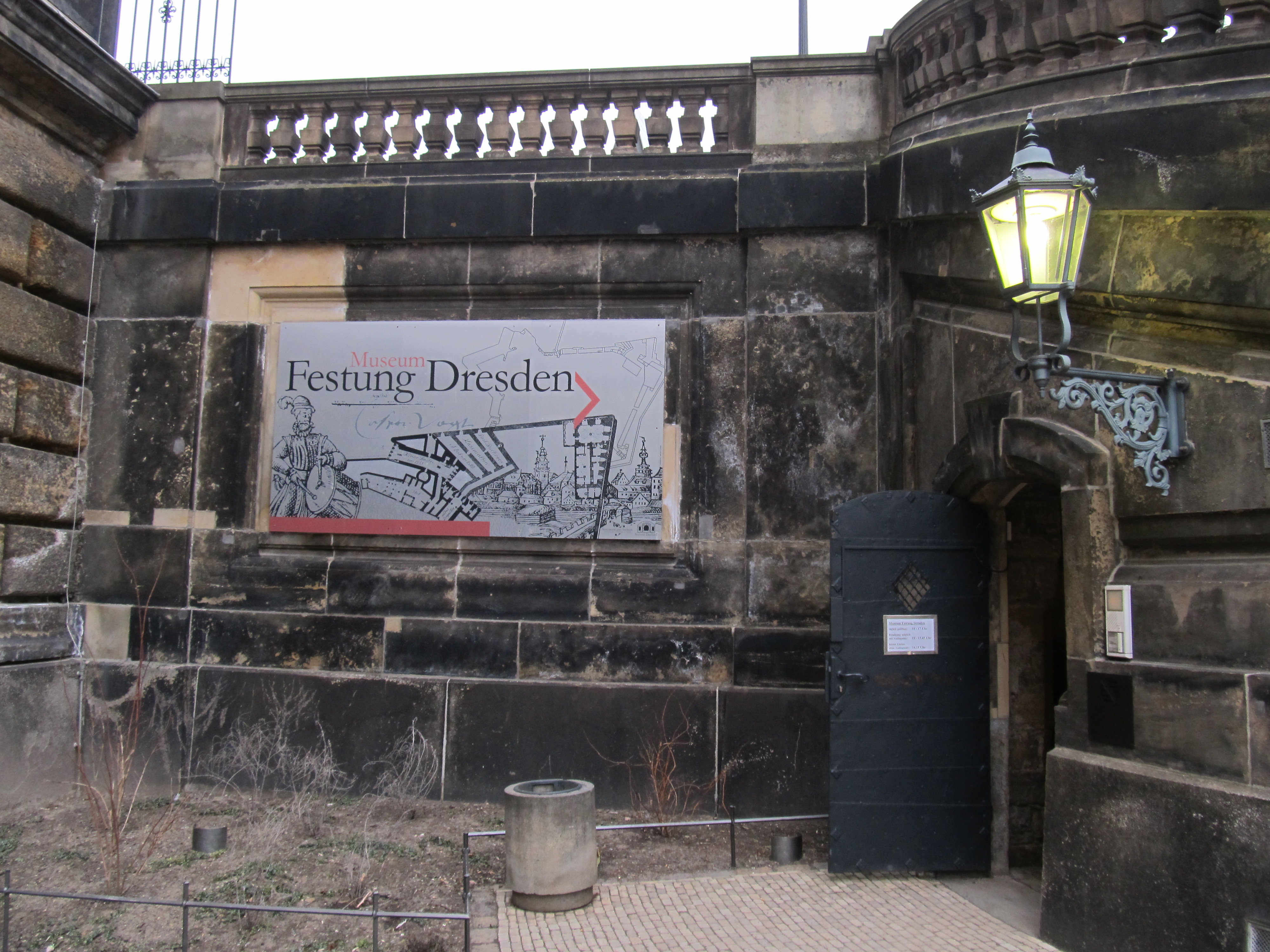
Eingang ins Museum Festung Dresden unter dem linken Treppenlauf am Georg-Treu-Platz (vor dem Umbau 2017)

In den Museumsräumen wird über die Geschichte der Dresdner Stadtfestung informiert, deren Inneres zu diesem Zweck wieder begehbar gemacht wurde.
Besichtigt werden kann unter anderem das mehr als 450 Jahre alte Ziegeltor. Dabei handelt es sich um das letzte erhaltene Stadttor Dresdens. Es ist durch andere Festungsanlagen überbaut worden, jedoch nach wie vor begehbar. Es besteht aus einer zentralen Durchfahrt für Fuhrwerke, die beidseitig von kleinen Pforten für Fußgänger umgeben ist. Erhalten blieben hier unter anderem die alten Wachstuben, die eisernen Türangeln für die Torflügel sowie die Brücke über den hier ebenfalls überbauten ehemaligen Stadtgraben, die als älteste Steinbrücke der Stadt gilt.
Die Anlagen der örtlichen Bastionen blieben teilweise ebenso erhalten. Dazu zählen die Kanonenhöfe, von denen aus die Dresdner Elbbrücke und das Ziegeltor gesichert wurden, sowie alte Wendeltreppen, Wehrgänge und Schießscharten der Festung. In Richtung Elbe erstrecken sich drei 40 Meter lange und 8 Meter breite Gewölbegänge, die als Waffenlager dienten. An der Kleinen Bastion existieren ein nach oben offener Hof, in den man von der Brühlschen Terrasse aus hineinsehen kann, und an dessen Eingang eingeritzte Elbhochwassermarken aus drei Jahrhunderten.
Erinnert wird außerdem an eine Gießerei-Werkstatt, die in der Kleinen Bastion zwischen 1567 und dem Ende des 16. Jahrhunderts durch Wolfgang Hilliger betrieben wurde, sowie an Johann Friedrich Böttger und Ehrenfried Walther von Tschirnhaus, die in einem Labor der Jungfernbastei um 1707/1708 das europäische Hartporzellan erfanden.

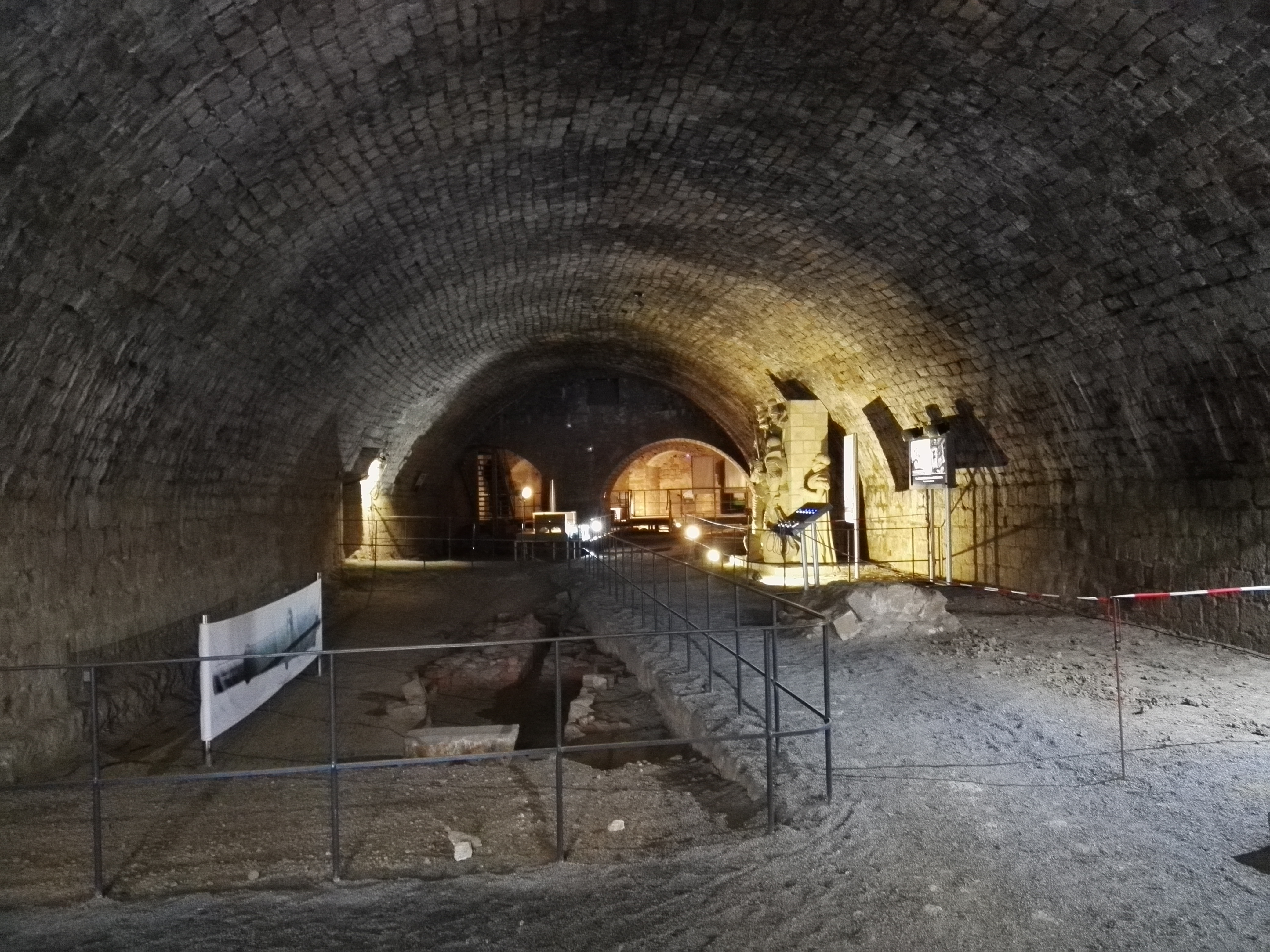
Blick ins Gewölbe (vor dem Umbau 2017), rechts das originale Moritzmonument

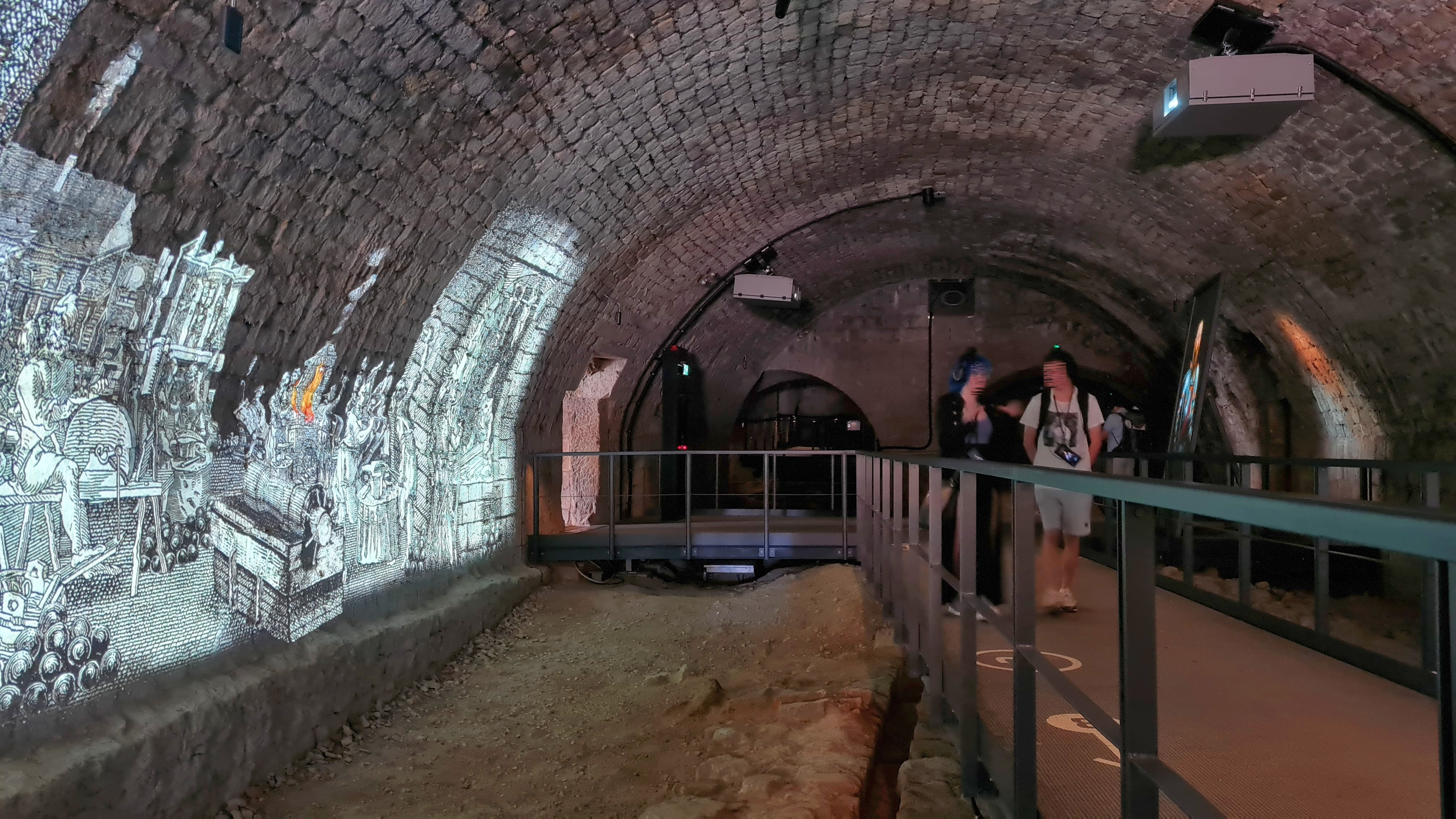
Gewölbe nach dem Umbau mit Multimedia-Installation

Nachdem das Moritzmonument von 1555 im Jahr 2000 durch eine Kopie ersetzt wurde, war das Original bis zum Elbhochwasser 2013 in der Festung zu sehen. Danach wurde es geborgen und konserviert. Seit 2017 ist es im Residenzschloss ausgestellt.

## Geschichte
Baubeginn der Dresdner Befestigungsanlagen im Bereich des heutigen Museums war 1546. Die Festung wurde im Auftrag von Fürst Moritz von Sachsen gebaut. Dresden erhielt damals unter der Anleitung von Caspar Vogt von Wierandt und Melchior Trost als eine der ersten deutschen Städte eine Festung im Bastionärsystem. Um 1550 wurde im Zuge dieser Bauarbeiten das bis heute im Museum erhaltene Ziegeltor errichtet, um 1553 dann die Kleine Bastion, die bis heute als kleiner Vorsprung der Außenmauer der Brühlschen Terrasse sichtbar ist. Etwa 1555 waren die Arbeiten abgeschlossen. In der Nähe befand sich außerdem ein früher schiffbarer und dann versandeter und schließlich zugemauerter Durchlass von der Elbe zum damaligen Dresdner Zeughaus, der bis heute durch einen Steinbogen im Mauerwerk gekennzeichnet ist.
Nach Plänen von Paul Buchner erfolgte von 1590 bis 1592 ein Ausbau der Kleinen Bastion in Richtung Osten. Dabei entstand die Jungfernbastei, die später „Bastion Venus“ hieß, außerdem wurde dabei das erst wenige Jahrzehnte zuvor errichtete Ziegeltor überbaut. In den Kasematten der neuen Bastion wurden Waffen gelagert, Soldaten in Kriegszeiten sicher untergebracht und Feinde von dort aus bekämpft.
Am 22. Dezember 1747 explodierte ein Pulvermagazin der Jungfernbastei, was zur Zerstörung des ersten Belvederes führte. Der sächsische Premierminister Heinrich von Brühl erhielt etwa in der gleichen Zeit diesen Festungsbereich, der seine militärische Bedeutung verloren hatte, von Kurfürst Friedrich August II. geschenkt und ließ dort ein zweites Belvedere sowie den Brühlschen Garten und weitere Brühlsche Herrlichkeiten errichten. In diesem Zusammenhang wurden die darunterliegenden Kasematten größtenteils verfüllt.
Bei den Luftangriffen auf Dresden wurden 1945 Teile der Festung als Luftschutzraum genutzt, bis in die 1960er Jahre auch als städtischer Kühlraum. Seit 1965 arbeiteten unter anderem Archäologen und Denkmalpfleger an der Freilegung der verfüllten Festungsanlagen. In der Nachbarschaft konnte dadurch zum Beispiel 1968 der Bärenzwinger eröffnet werden. Nach der Wende wurden die Arbeiten intensiviert. Im Jahr 1991 gründete sich der „Dresdner Verein Brühlsche Terrasse e. V.“, dessen Mitglieder weitere große Teile der Festung freilegten und das Museum Festung Dresden einrichteten, das ein Jahr später eröffnete. Ab 1996 erfolgte der weitere Ausbau der Anlagen.
Infolge von Umbauarbeiten, die unter anderem dem Hochwasserschutz dienten, schloss das Museum im Januar 2017. Die Neueröffnung unter dem Namen Festung Xperience mit der Ausstellung Feste, Dramen und Katastrophen erfolgte am 30. November 2019. Durch eine verbesserte audiovisuelle Präsentation soll die Besucherzahl von 40.000 auf 100.000 steigen.